# Полум'я (фільм, 1923)
«Полум'я» (нім. Die Flamme) — німий німецький фільм-драма 1923 року режисера Ернста Любіча, знятий в стилі вуличного фільму на основі роману Ганса Мюллера. Стрічка стала останньюї режисерською роботою Любіча в Німеччині перед його еміграцією до Голлівуду.

## Сюжет
Париж XIX століття. Наївний юний композитор йде від суворої матері до повії, проте, не маючи сил полишити свої звички, він сприймає нове життя як небезпечну пригоду і, розкаявшись, біжить додому до матері, що любить його.

## В ролях
| Актор/акторка |   | Роль         |
| ------------- | - | ------------ |
| Пола Неґрі    | • | Івета        |
| Герман Тіміг  | • | Адольф       |
| Альфред Абель | • | Гастон       |
| Хільде Вернер | • | Луїза        |
| Фріда Ріхард  | • | мадам Васаль |
| Якоб Тідтке   | • | мосьє Борель |
| Макс Адалберт | • | журналіст    |